# Abu-s-Saraya aix-Xaybaní
Abu-s-Saraya as-Sarí ibn Mansur aix-Xaybaní o, més senzillament, Abu-s-Saraya aix-Xaybaní (? - 815) fou un rebel alida. Primer fou conductor d'ases i després bandit, i va entrar al servei de Yazid inb Màzyad aix-Xaybaní a Armènia (en el seu tercer govern del 798 al 801) i fou enviat contra els khurramiyya a l'Azerbaidjan. Després va dirigir l'exèrcit de Yazid contra Hàrthama ibn Àyan a la guerra civil entre Al-Amín i Al-Mamun, però es va canviar de bàndol i es va passar a Hàrthama (vers 813).
Després de fer el pelegrinatge a la Meca es va revoltar vers el 814 i va derrotar les forces enviades contra ell, refugiant-se llavors a Rakka, on va trobar a l'alida Muhàmmad ibn Ibrahim conegut com a Ibn Tabataba, a qui va convèncer d'anar a Kufa per proclamar-se imam, on després se li va unir el 26 de gener del 815. Per combatre la revolta alida de Kufa, el visir Al-Hàssan ibn Sahl va enviar un exèrcit que fou derrotat per Abu-s-Saraya el 14 de febrer del 815, però el dia 15 va morir Ibn Tabataba. El paper d'Abu-s-Saraya en aquesta mort no és clar, i cal agafar amb cura les informacions sunnites de què fou ell qui el va enverinar. Com a nou imam fou elegit un altre alida, Muhàmmad ibn Muhàmmad ibn Zayd, que no va tenir cap poder, ja que Abu-s-Saraya va conservar el poder a les seves mans. Destacaments militars foren enviats per ocupar Wasit, Bàssora, la Meca i altres ciutats. Es coneixen dirhams emesos a Kufa durant el domini d'Abu-s-Saraya.
Abu-s-Saraya va iniciar preparatius per atacar Bagdad. Al-Hàssan ibn Sahl va cridar aleshores el general Hàrthama, que estava de camí cap al Khurasan. Hàrthama va retornar i es va enfrontar a Abu-s-Saraya a Qasr Ibn Hubayra (maig/juny del 815) i el va derrotar. Les forces alides van quedar assetjades a Kufa, on una part de la població no els era pas favorable. El 26 d'agost del 815 Abu-s-Saraya va fugir de la ciutat amb 800 cavallers i es va dirigir a Susa, però el governador del Khuzestan Al-Hàssan ibn Alí al-Maymuní li va barrar el pas i el va derrotar, quedant ferit, i les seves forces foren dispersades. Va intentar arribar a Ras al-Ayn, on tenia una casa, però fou capturat a Jalula per Hammad al-Khundaghuix, que el va fer presoner i el va enviar a Al-Hàssan ibn Sahl que en aquell moment estava a Nahrawan, el qual el va fer decapitar el 18 d'octubre del 815. El seu cos fou penjat al pont de Bagdad.